# Marine-Division
Eine Marine-Division ist ein Großverband der Marine, der an Land oder amphibisch eingesetzt wird. Die Bundesmarine bezeichnete zwei Unterstützungsverbände als Marinedivisionen.

## Deutschland

### Deutsches Reich
Die Kaiserliche Marine baute im Ersten Weltkrieg folgende Marinedivisionen auf:
- Marine-Division
- 1. Marine-Division
- 2. Marine-Division
- 3. Marine-Division

Nach dem Ersten Weltkrieg wurden die drei Marine-Brigaden
- 1. Marine-Brigade (Oberst Emmo von Roden) (1. und 2. Marine-Regiment)
- 2. Marine-Brigade (Korvettenkapitän Hermann Ehrhardt) (3. und 4. Marine-Regiment)
- 3. Marine-Brigade (Korvettenkapitän Wilfried von Loewenfeld) (5. und 6. Marine-Regiment sowie Sturm-Bataillon Arnauld de la Perière)

im April 1919 mit dem Schutztruppen-Regiment Nr. 1 und dem Feldartillerie-Regiment Osiander zur Marine-Division zusammengeschlossen. Die Division wurde von Generalmajor Paul von Lettow-Vorbeck geführt. 
Zusammen mit der Garde-Kavallerie-Schützen-Division war sie dem Garde-Kavallerie-Schützen-Korps unterstellt.
Die Marine-Division war am Kapp-Putsch beteiligt, in dessen Folge sie aufgelöst wurde.

### Bundesmarine
In der Bundesmarine gab es von 1967 bis 1974 zwei Marinedivisionen, denen eine größere Zahl von Landdienststellen zugeordnet war:
- Marinedivision Nordsee
- Marinedivision Ostsee

## Vereinigte Staaten
Das US Marine Corps besteht aus vier Divisionen: 
- 1. US-Marinedivision
- 2. US-Marinedivision
- 3. US-Marinedivision
- 4. US-Marinedivision